# Guồi
Willughbeia edulis là một loài thực vật có hoa trong họ La bố ma. Loài này được Roxb. miêu tả khoa học đầu tiên năm 1820.